# 亚拿尼亚

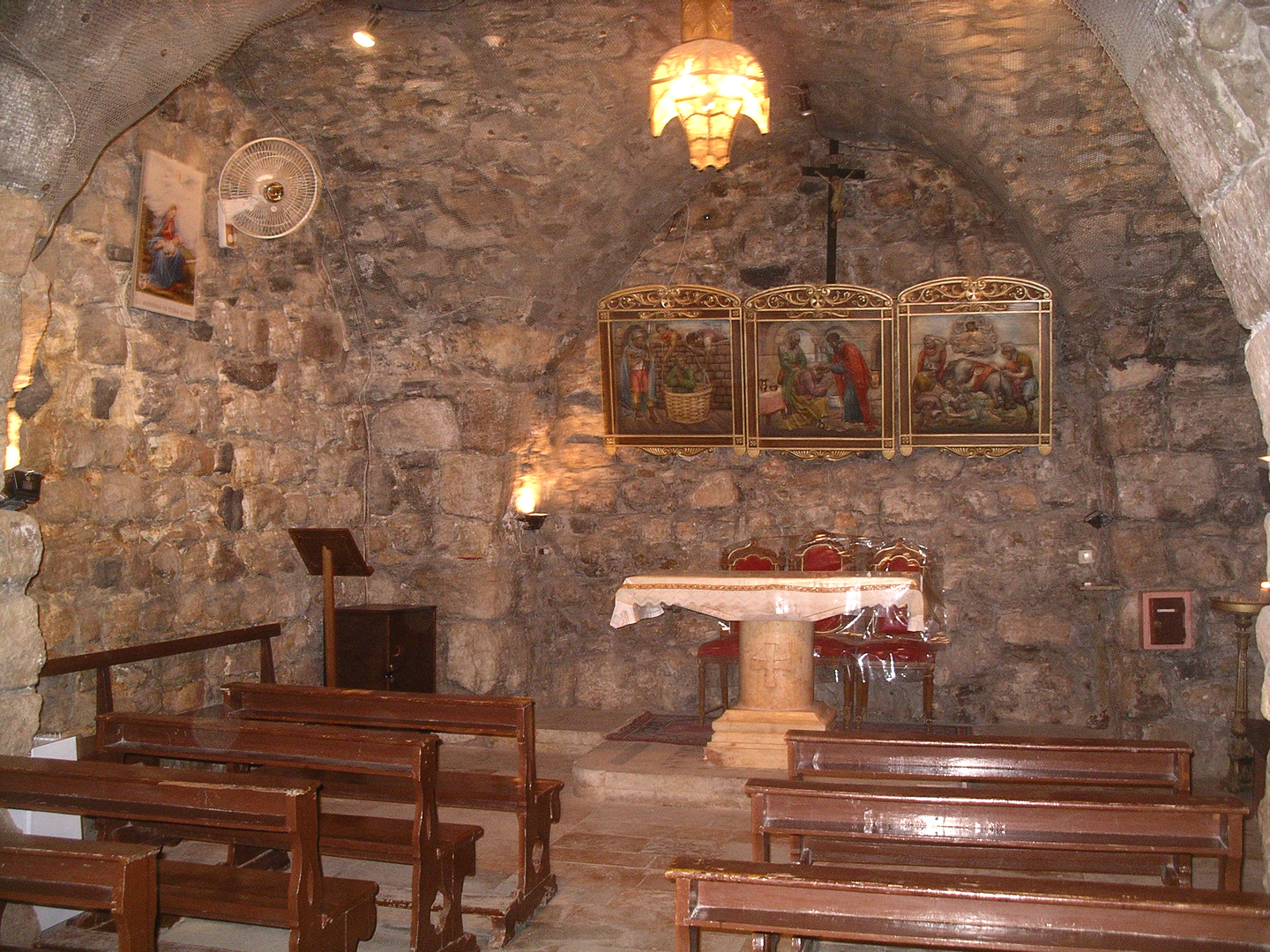
大马士革的亚拿尼亚房屋

亚拿尼亚（Ananias）天主教思高聖經譯阿納尼雅，是希伯来语‎（意为耶和华是仁慈的）或的希腊语形式，该名字的希伯来语名称在旧约和次经中出现数次（尼希米记3章23节，历代志上15章23节，多俾亞傳5章12节），该名字的希腊语名称只在新约中出现3次：
1. 第一个基督徒团体——耶路撒冷教会的信徒，在试图欺骗圣灵，将出卖田产的所得私自留下一部分，却向彼得伪称全部奉献时，突然倒毙。3小时后他的妻子撒非喇还不知情，又重复她丈夫的欺骗，也同样倒毙在彼得脚前。（使徒行传5章1-10节， 约书亚记7章1节）。
2. 圣亚拿尼亚 (天主教譯為阿納尼雅；d. c. 70年)，亞拿尼亞是一位早期的基督徒，他在保羅（當時是掃羅）的轉變經歷中扮演了重要的角色。他被指示前往大馬士革，並在那裡找到掃羅，為他恢復視力，傳達上帝的資訊，并为 保罗施行洗礼。（使徒行传9:10-17, 22:12-16.)
3. 尼比达犹（Nedebaios） (弗拉維奧·約瑟夫斯, 《犹太古史》 xx. 5. 2)的儿子，在耶路撒冷和该撒利亚审讯保罗的一名大祭司（使徒行传23:2, 24:1-5）。他从47年到59年担任大祭司。叙利亚总督夸德拉图(Quadratus)，控告他为暴力行动负责。他被送往罗马受审（52年），但被皇帝克勞狄一世宣告无罪。作为罗马人的朋友，他在第一次犹太罗马战争开始时被群众所杀。